# Long-Biên-Brücke
Die Long-Biên-Brücke (vietnamesisch Cầu Long Biên, historisch auch Paul-Doumer-Brücke) ist eine freitragende Straßen- und Eisenbahnbrücke (Auslegerbrücke) über den Roten Fluss im Norden Vietnams. Sie verbindet Long Biên, bis 2023 einziger Stadtbezirk (Quận) der Hauptstadt Hanoi am Ostufer des Flusses, mit den Bezirken Hoàn Kiếm und Ba Đình im Zentrum der historischen Altstadt. Die Brücke wurde durch die Firma Établissements Daydé et Pillé geplant und von 1899 bis 1902 erbaut. Wegen ihrer strategischen Bedeutung wurde sie im Vietnamkrieg stark bombardiert.

## Planung und Bau
| \| \| \| nach Đồng Đăng \| \| \| \| \| von Lào Cai \| \| \| \| \| Yên Viên \| \| \| \| \| nach Hải Phòng \| \| \| \| \| Hà Nội–Gia Lâm \| \| \| \| \| Long-Biên-Brücke \| \| \| \| 2 \| Long Biên \| Long Biên \| \| \| 0 \| Hà Nội \| Hà Nội \| \| \| 5 \| Giáp Bát \| Giáp Bát \| \| \| 9 \| Văn Điển \| Văn Điển \| \| \| \| von Ha Dong, Umgehungsbahn Hanoi \| \| \| \| \| nach Ho-Chi-Minh-Stadt [2] \| \| |   |                                  |                                  |
| Strecke |   | nach Đồng Đăng                   | nach Đồng Đăng                   |
| Abzweig geradeaus und von rechts |   | von Lào Cai                      | von Lào Cai                      |
| Bahnhof |   | Yên Viên                         | Yên Viên                         |
| Abzweig geradeaus und von links |   | nach Hải Phòng                   | nach Hải Phòng                   |
| Bahnhof |   | Hà Nội–Gia Lâm                   | Hà Nội–Gia Lâm                   |
| Brücke über Wasserlauf |   | Long-Biên-Brücke                 | Long-Biên-Brücke                 |
| Haltepunkt / Haltestelle | 2 | Long Biên                        | Long Biên                        |
| Bahnhof | 0 | Hà Nội                           | Hà Nội                           |
| Bahnhof | 5 | Giáp Bát                         | Giáp Bát                         |
| Bahnhof | 9 | Văn Điển                         | Văn Điển                         |
| Abzweig geradeaus und ehemals nach rechts |   | von Ha Dong, Umgehungsbahn Hanoi | von Ha Dong, Umgehungsbahn Hanoi |
| Strecke |   | nach Ho-Chi-Minh-Stadt           | nach Ho-Chi-Minh-Stadt           |

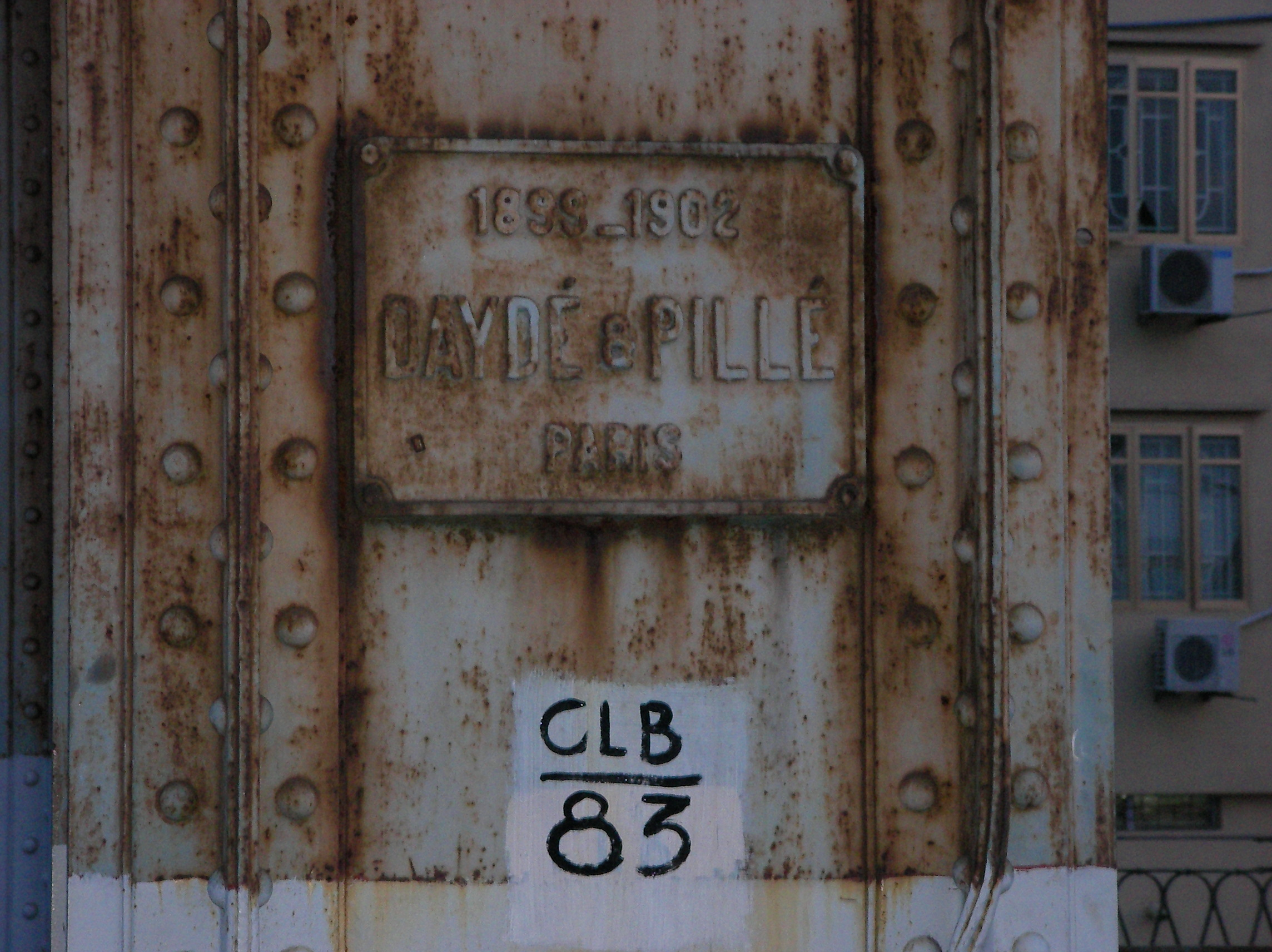
Eine Tafel an der Brücke zeigt den Namen der Konstruktionsfirma

Für die französische Kolonialregierung war der Bau der ersten Stahlbrücke über den Roten Fluss von großer strategischer Bedeutung, um die Kontrolle über Nordvietnam zu sichern. Das Bauprojekt wurde am 4. Juni 1897 durch die Kolonialverwaltung genehmigt. An der folgenden Ausschreibung nahm auch die Firma Établissements Daydé et Pillé des Ingenieurs Henri Daydé und seines Neffen, dem Statiker Auguste Pillé teil. Die Firma hat ihren Sitz in Creil und ist seit 1964 Teil der Eiffage Métal. Daydé & Pillé setzten sich mit ihrem Entwurf B, einer 19-stufigen Kragarmkonstruktion mit 20 Pfeilern, und einer Kostenkalkulation von 5.390.794 Franc gegen die fünf mitbietenden Bauunternehmen durch. Die Bauzeit wurde auf fünf Jahre veranschlagt. Auch die Firma Société de construction de Levallois-Perret, anlässlich des Ausscheidens ihres Gründers Gustave Eiffel am 14. Februar 1893 umbenannt aus Compagnie des établissements Eiffel, unterlag mit ihrem Angebot. Eiffel war also entgegen häufiger Behauptung nicht Konstrukteur der Brücke (siehe auch Société des Anciens Établissements Eiffel (Saigon)).
Am 12. September 1898 fand der erste Spatenstich statt und bereits nach 3 Jahren und 9 Monaten war der Bau abgeschlossen. Von 1899 bis 1902 wurden mehr als 3000 Vietnamesen und ein Team von 40 französischen Bauleitern und Ingenieuren beschäftigt. Auf der Baustelle kam es zu zahlreichen Unfällen auch mit Todesfolgen. Verbaut wurden 30.000 m³ Material, darunter 5600 Tonnen Walzstahl, 137 t Gusseisen, 165 t Eisen und 7 t Blei. Die Baukosten betrugen 6,2 Millionen Franc. Mit der überspannten Länge von 1,68 Kilometern war die Long-Biên-Brücke um 1900 die längste Brücke in Indochina und eine der vier Längsten überhaupt. Sie überspannt eine Flussbreite von 896 m und hat eine Gesamtlänge mit Zufahrten von 2,29 km. Aufgrund der Anlage der Zufahrten wird auf der Brücke im Linksverkehr gefahren.
Am 28. Februar 1903 fuhr der erste Zug den Kaiser Thành Thái, den vormaligen Generalgouverneur von Französisch-Indochina Paul Doumer, Initiator und Namensgeber des Baus, und dessen Nachfolger im Amt, Paul Beau, vom Bahnhof Hanoi zur Einweihungsveranstaltung, an der Tausende Besucher teilnahmen. Bis zur japanischen Besetzung Hanois 1940 war die Brücke nach Paul Doumer benannt (pont Paul-Doumer oder pont Doumer). Im Volksmund wurde die Bezeichnung Cầu Sông Cái oder Cầu sắt sông Cái benutzt, übersetzt etwa (Eisen-)Brücke über den Mutterfluss. Nach der Auflösung der französischen Zivilverwaltung übertrug die japanische Besatzungsmacht der Regierung Trần Trọng Kim am 20. Juli 1945 die administrative Leitung von Hà Nội, Hải Phòng und Đà Nẵng. Zum Bürgermeister von Hanoi wurde Trần Văn Lai ernannt, der für eine Vielzahl französischer Namen und Bezeichnungen vietnamesische Entsprechungen suchte und die Brücke in Cầu Long Biên umbenannte. Nach dem Einmarsch der Việt Minh in Hanoi am 10. Oktober 1954 wurde dieser Name offiziell.

## Strategische Bedeutung
Die Brücke schloss die letzte große Lücke der Bahnstrecke Hanoi–Ho-Chi-Minh-Stadt zwischen Hanoi und Gia Lâm, so dass der Süden Vietnams mit der Grenzregion zu China verbunden war. Sie schuf die Verbindung zur Yunnan-Bahn, die im Norden bei Lào Cai die chinesische Grenze erreicht, sowie zur Bahnstrecke Hanoi–Đồng Đăng, die zur grenznahen französischen Festung Lạng Sơn nordöstlich von Hanoi führte. Auch für das Fernstraßen-Netz Route Coloniale in Französisch-Indochina war sie ein wichtiges Verbindungsglied. 1923 wurde, wiederum durch Daydé & Pillé, auf beiden Seiten je eine Fahrbahn von 3 m Breite hinzugefügt, wovon eine heute nicht mehr genutzt wird. Die Brücke war von 1924 bis zur Inbetriebnahme der Chương-Dương-Brücke 1985 für den Autoverkehr geöffnet. Die Geschwindigkeit für Fahrzeuge war auf 15 km/h begrenzt. Zum Zustand des Verkehrsnetzes in den 1940er Jahren schreibt Fredrik Logevall 2012:

“Nor were the bridges and causeways elsewhere in the country much better – with some exceptions, such as the Paul Doumer Bridge in Hanoi, few were built to allow passage by heavy trucks and armored vehicles.”

„Auch die Brücken und Dammwege im übrigen Land waren nicht viel besser – mit einigen Ausnahmen, wie der Paul-Doumer-Brücke in Hanoi, nur wenige wurden so gebaut, dass sie der Belastung von schweren Lastwagen und gepanzerten Fahrzeugen standhielten.“

 Während des Vietnamkrieges wurde die Brücke wegen ihrer kritischen Lage – zu der Zeit der einzige Übergang über den Roten Fluss, der die nördlichen Provinzen mit Hanoi und dem Haupthafen des Nordens in Hải Phòng verband – stark beschossen und 14 mal bombardiert. Zur Abwehr der Operation Rolling Thunder wurden ab März 1965 auf den mittleren Pfeilern Flugabwehrgeschütze montiert. Der erste große Angriff fand im August 1967 statt, bei dem die Mittelspannweite der Brücke durch 20 Jagdbomber F-105 der USAF zerstört wurde. Um den Schienenverkehr über den Fluss aufrechtzuerhalten, wurde während der achtmonatigen Reparatur eine SH1 (Sông Hồng 1) genannte Pontonbrücke aus Schuten jeweils nachts in Position gebracht und am frühen Morgen wieder in Deckung gezogen. CIA-Berichte vermerkten, dass die Unterbrechung der Brücke offenbar keine so starke Störung verursacht hatte, wie erwartet worden war.
Während des Jahrhunderthochwassers im August 1971 mit maximal 13,97 m über Normalpegel erreichte das Wasser des Flusses Fahrbahnen und Gleise. Zur Stabilisierung wurde ein mit Steinen schwer beladener Zug auf der Brücke abgestellt. In der US-Operation Linebacker 1972 wurde die Brücke für fast ein Jahr unbrauchbar gemacht, als sie im Mai einem der ersten koordinierten Angriffe mit lasergesteuerten „intelligenten Bomben“ zum Opfer fiel. Ein Teil der ursprünglichen Struktur blieb intakt, ein Großteil der Brücke musste aber erneuert werden, wobei auch Stahl aus der Sowjetunion verwendet wurde. Nur etwa die Hälfte der Brücke behielt ihre ursprüngliche Form.

## Gegenwart
Heute nutzen Züge, Leichtkrafträder, Fahrräder und Fußgänger die baufällige Brücke, während der PKW-, Bus- und LKW-Verkehr über die 600 Meter südlich gelegene Chương-Dương-Brücke und vier weitere Brücken umgeleitet wird (Thanh-Trì-Brücke, Thăng-Long-Brücke, Vĩnh-Tuy-Brücke und Nhật-Tân-Brücke). Um die Verkehrsstaus auf der Chương-Dương-Brücke zu verringern, dürfen Motorräder die Long-Biên-Brücke seit Ende 2005 wieder befahren. Verwaltungstechnisch ist sie der Gemeinde (phường) Ngọc Thụy zugeordnet, die durch den Erlass 132/2003/NĐ-CP am 6. November 2003 vom Landkreis (huyện) Gia Lâm zum Stadtbezirk Long Biên wechselte.
An der Auffahrt zur Brücke ist ein Schild mit der Aufschrift “An toàn giao thông là hạnh phúc cho mọi nhà” angebracht, übersetzt etwa „Verkehrssicherheit ist für jedes Zuhause gut“. In zwei Slums am westlichen Fuß der Brücke nahe dem Long Biên-Großmarkt und in Booten und Floßhäusern unter der Brücke leben arme Familien, die überwiegend aus ländlichen Provinzen Vietnams zugezogen sind. Sie arbeiten hauptsächlich als Straßenverkäufer, Wertstoffsammler oder Lastenträger. Gelegentlich wird deshalb auch die Bezeichnung Brücke der armen Menschen verwendet.
In Hanois Selbstverständnis spielt die Verteidigung der Long-Biên-Brücke weiterhin eine große Rolle als Symbol der eigenen Widerstandskraft. Sie wird in Gedichten und Liedern gewürdigt, und ist eine der beliebten Fotolocations der Hauptstadt. Am 22. Februar 2014 wurde ihr der Rang eines Nationaldenkmals verliehen. Seit längerem wird ein Projekt mit Unterstützung der französischen Regierung geplant, um die Brücke wieder in ihren ursprünglichen Zustand zu versetzen.

## Galerie

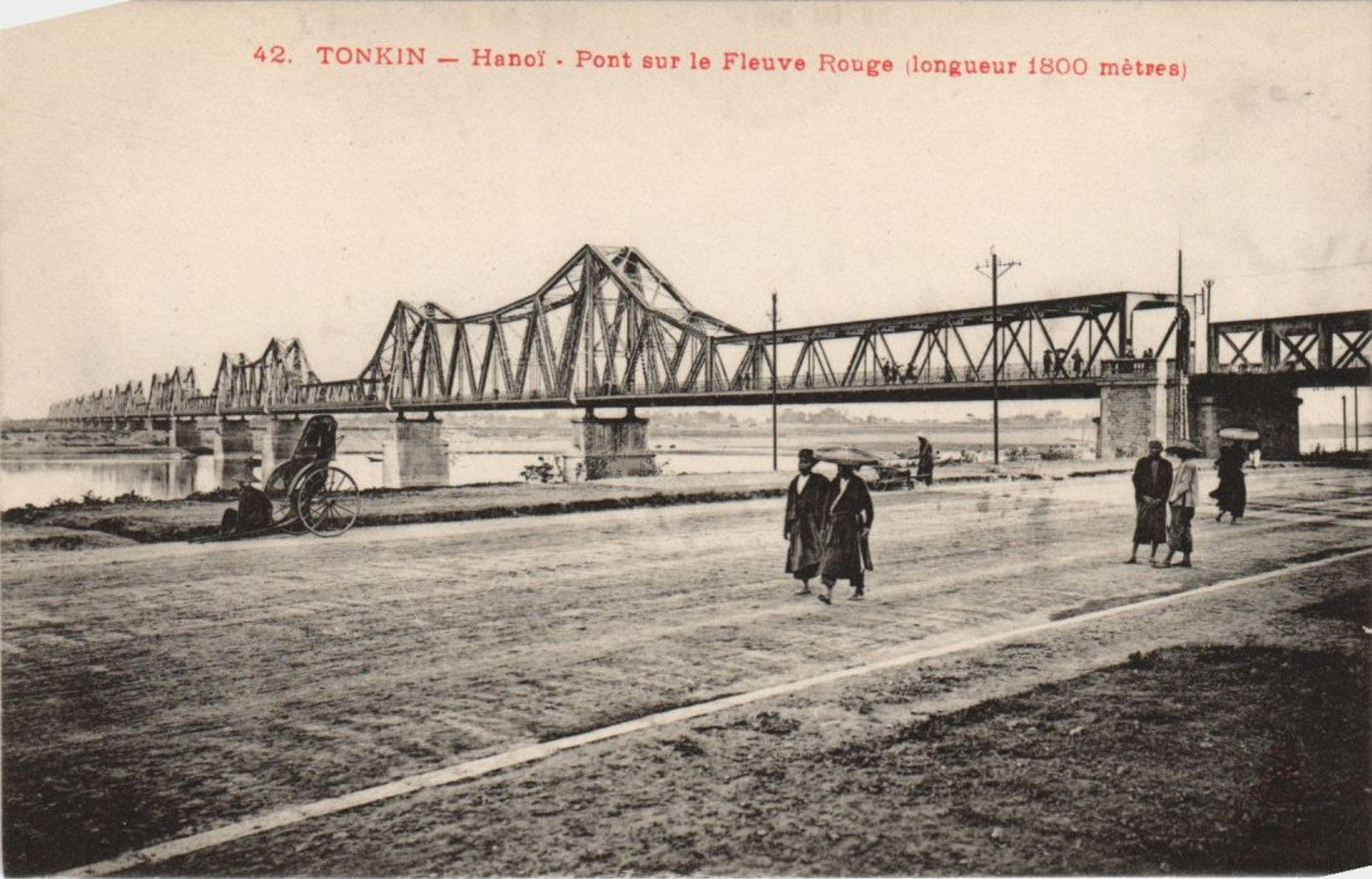
Die Brücke kurz nach ihrer Fertigstellung
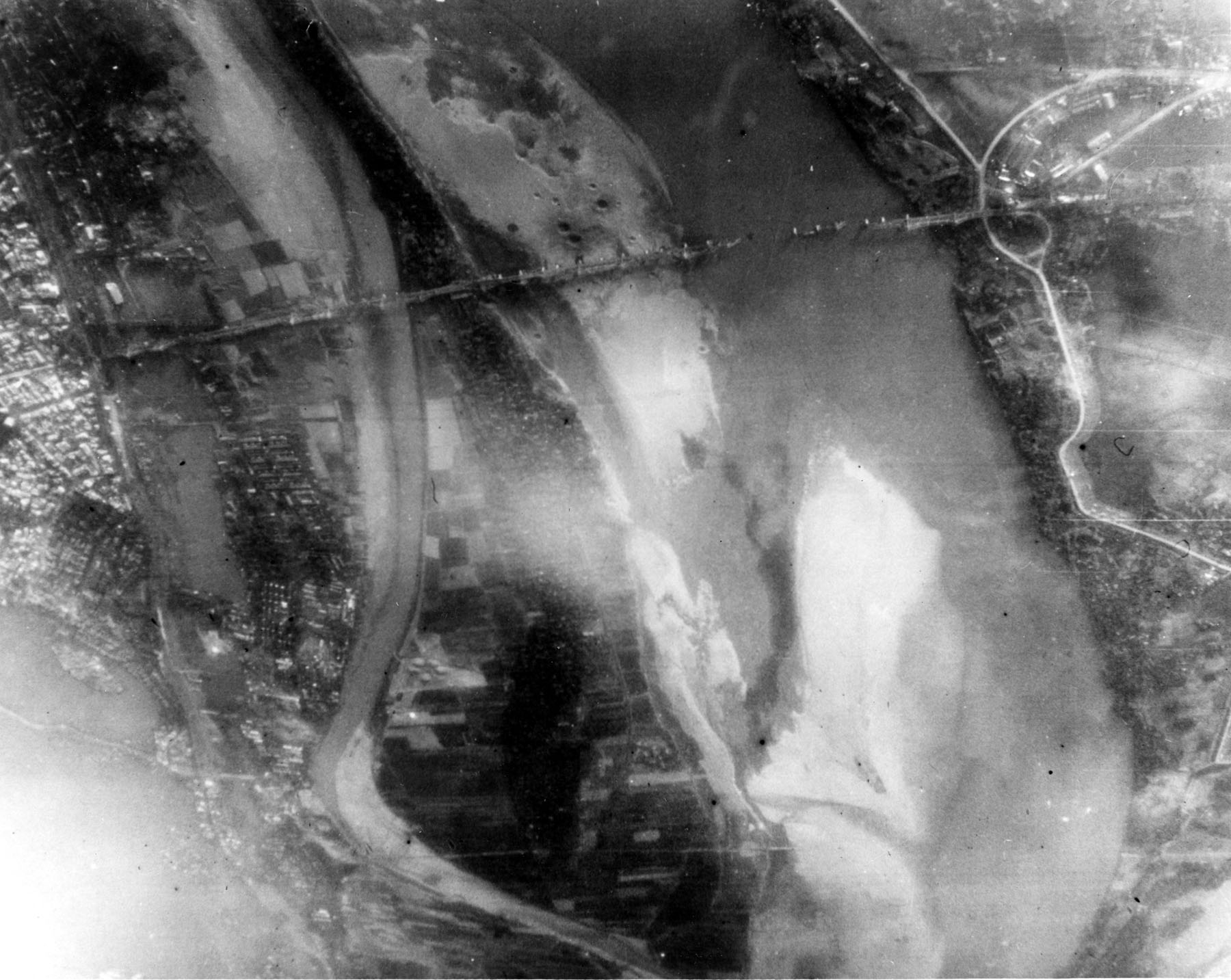
USAF-Aufklärungsphoto der zerstörten Brücke im Mai 1972
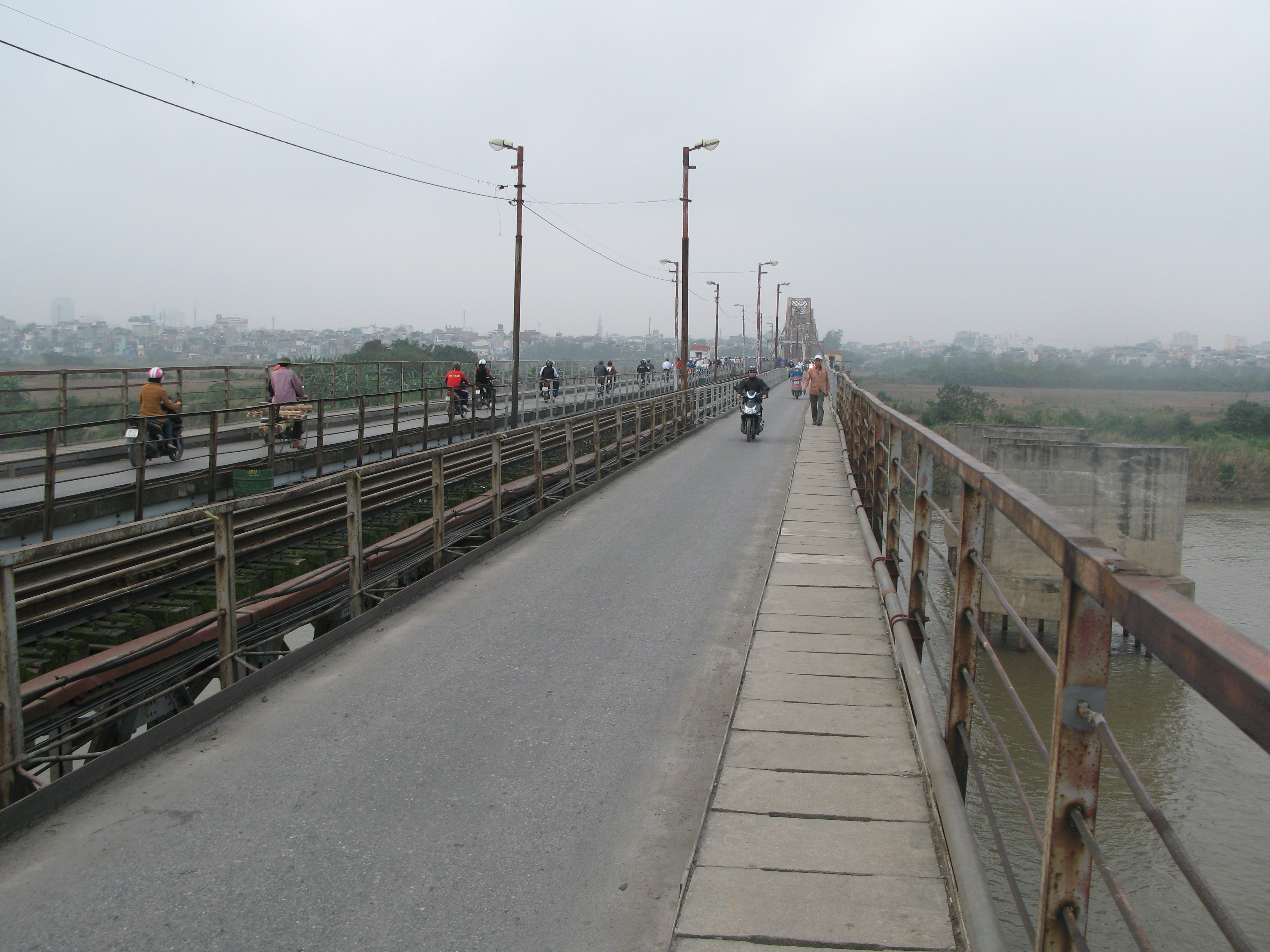
Ein Abschnitt der Brücke, der durch amerikanische Bomben zerstört wurde
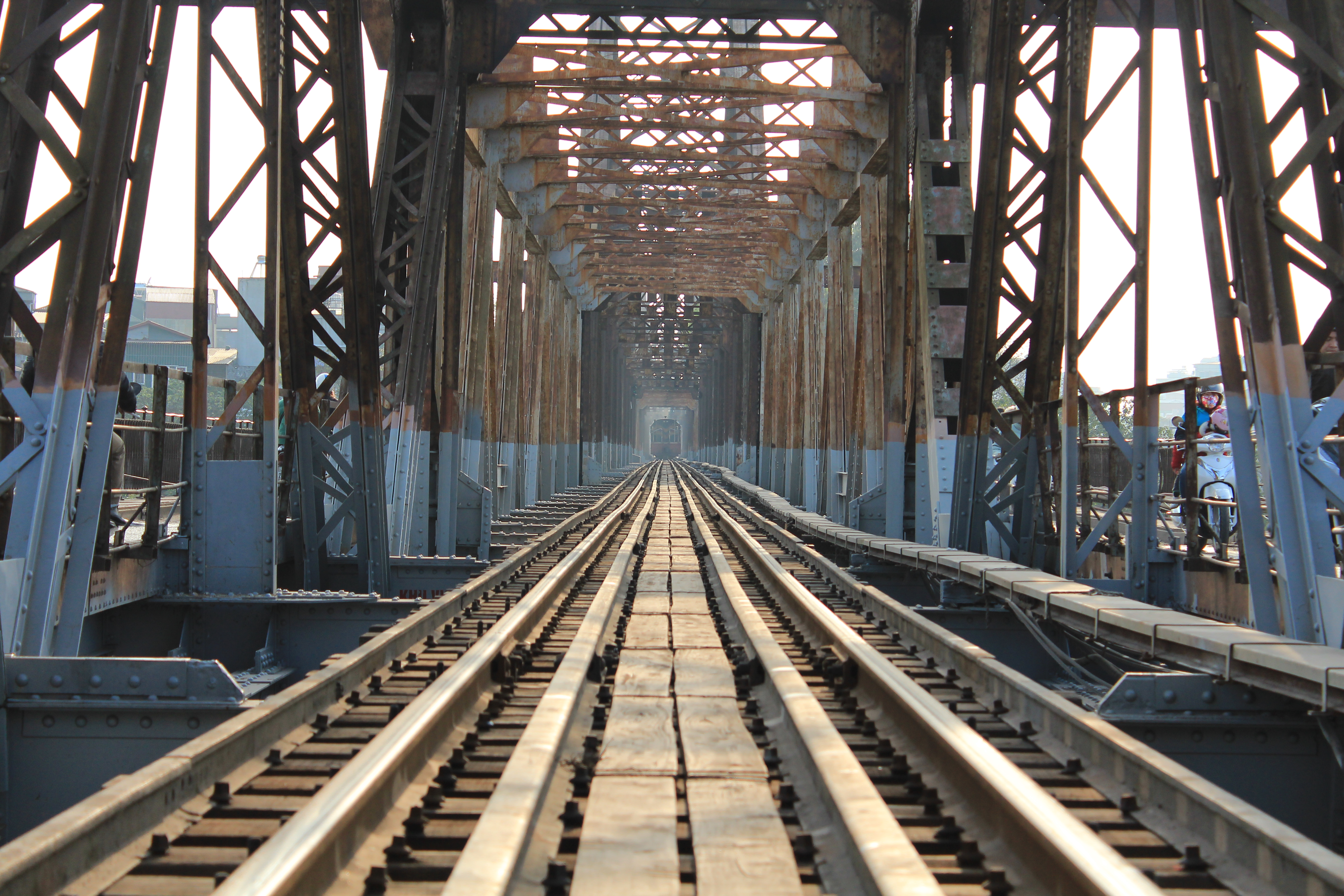
Gleise zum Bahnhof Hanoi
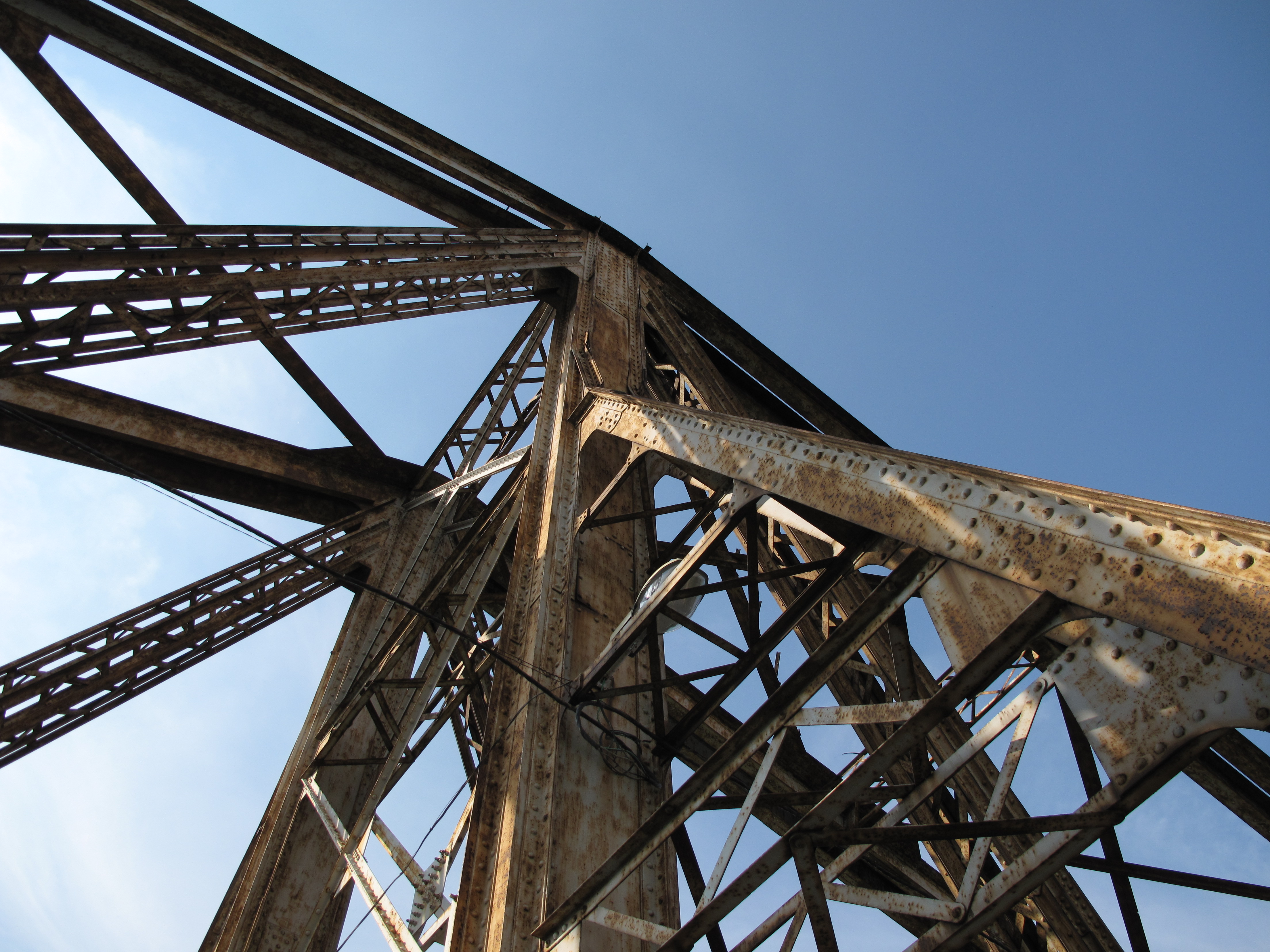
Teil der Stahl-Fachwerk-Konstruktion
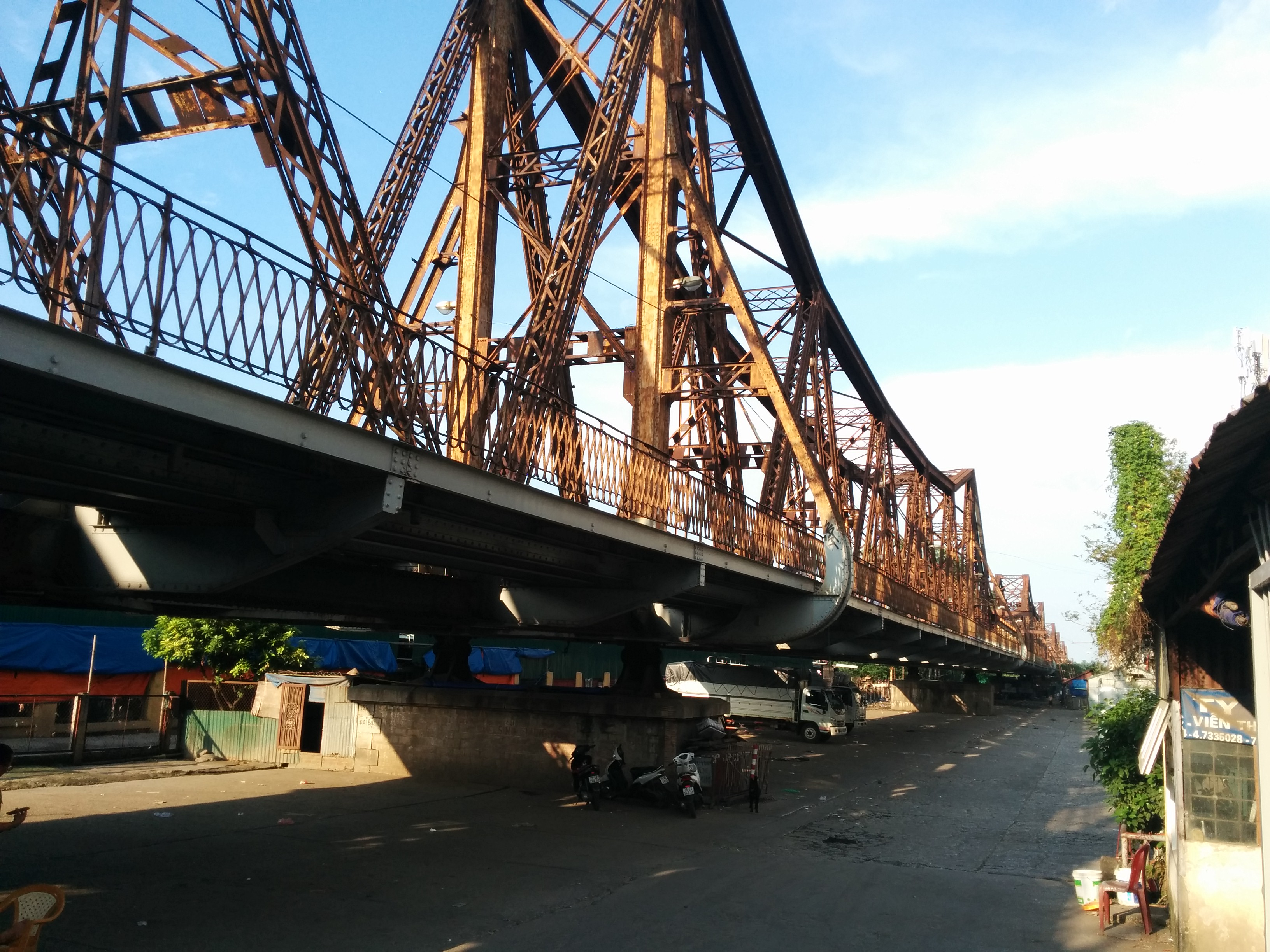
verbotene Straße unterhalb der Brücke
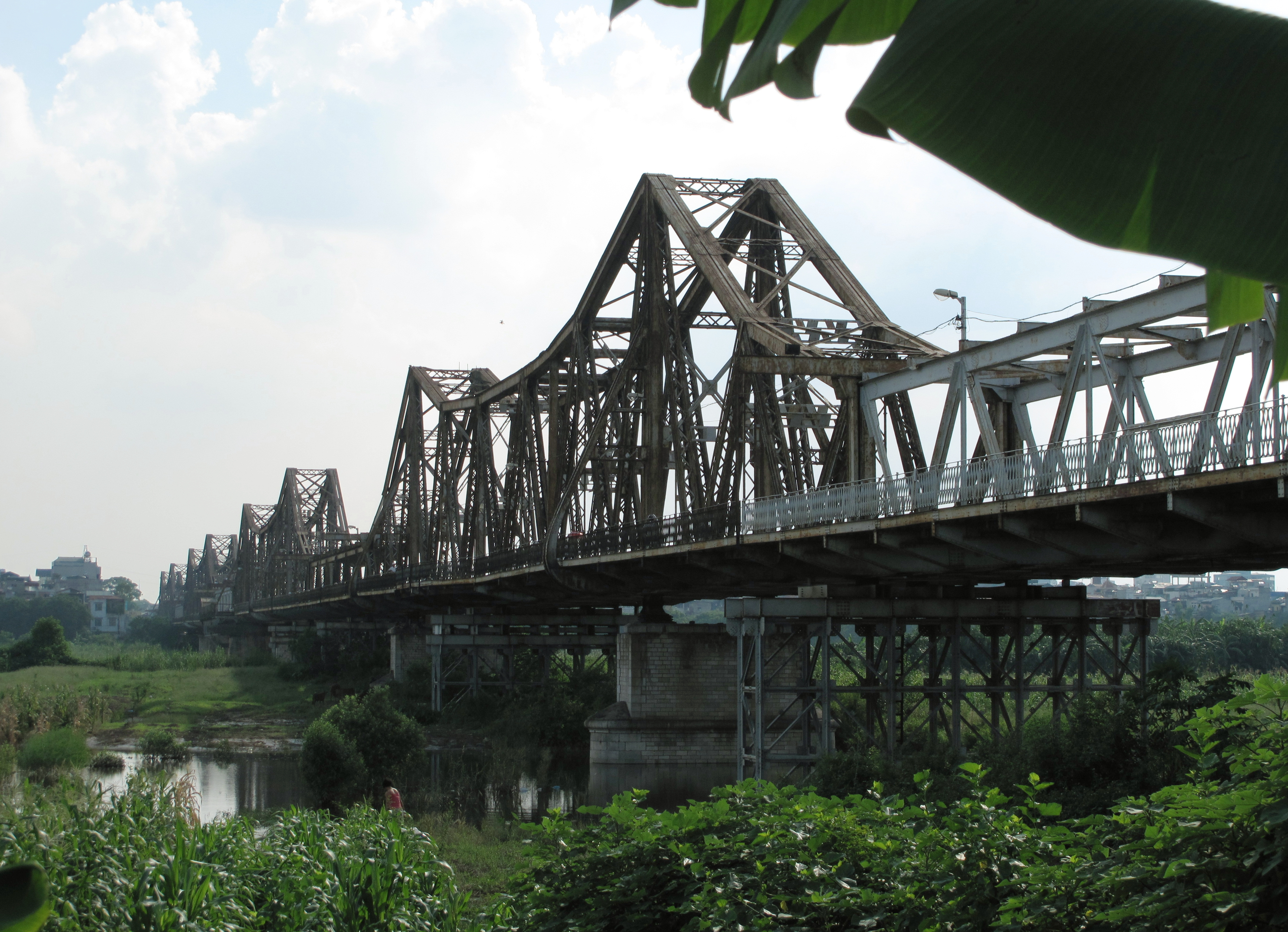
Aufnahme der Long-Biên-Brücke 2009
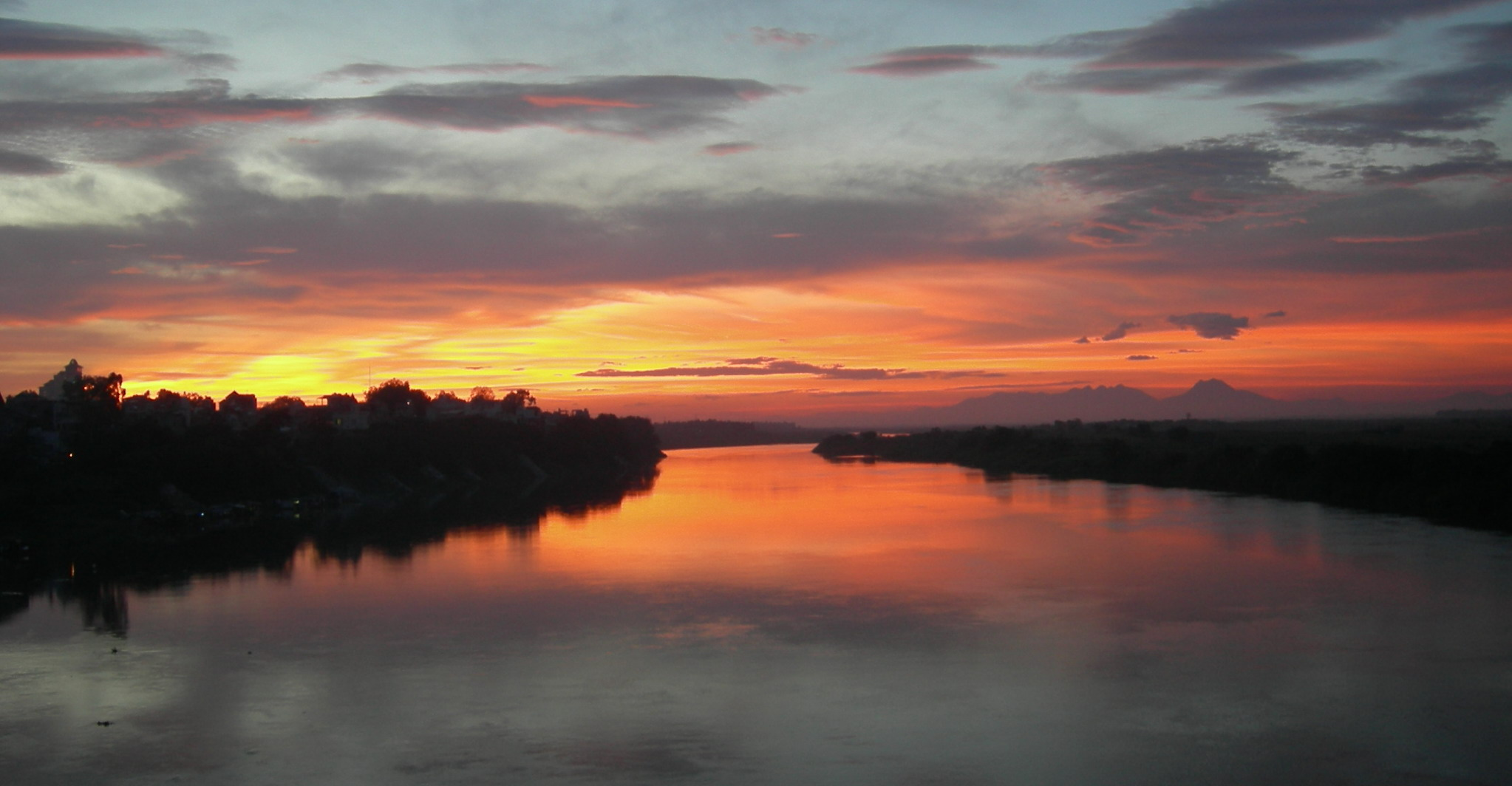
Blick von der Brücke auf den Sonnenuntergang über dem Roten Fluss